# NGC 4808
NGC 4808 ist eine aktive Spiralgalaxie vom Hubble-Typ Scd mit ausgedehnten Sternentstehungsgebieten im Sternbild Jungfrau auf der Ekliptik. Sie ist schätzungsweise 31 Millionen Lichtjahre von der Milchstraße entfernt und hat einen Durchmesser von etwa 50.000 Lichtjahren.
Im selben Himmelsareal befinden sich unter anderem die Galaxien PGC 44089, PGC 44102, PGC 44215, PGC 1262572.
Sie wurde am 17. April 1786 von Wilhelm Herschel mit einem 18,7-Zoll-Spiegelteleskop entdeckt, der sie dabei mit „vB, cL, E np-sf“ beschrieb.